# Jassa carltoni
Jassa carltoni är en kräftdjursart som beskrevs av Chris Conlan 1990. Jassa carltoni ingår i släktet Jassa och familjen Ischyroceridae. Inga underarter finns listade i Catalogue of Life.